# Pan (mitología)

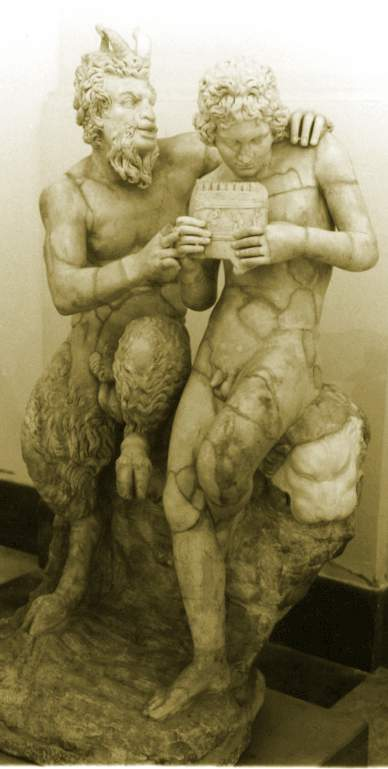
Escultura hallada en Pompeya, Italia: Pan enseña a Dafnis a tocar la siringa.ca. 100 A.C.

Pan (en griego antiguo: Πάν, Pán) era un dios rústico de la naturaleza salvaje.  Era el dios de los pastores y el rebaño en la mitología griega, asociado a cumbres, montes y senderos.  Era especialmente venerado en Arcadia, a pesar de no contar con grandes santuarios en su honor en dicha región ni formar parte de los doce dioses olímpicos principales. Pan fue feo al nacer y tiene la piel de sátiro: tiene el aspecto de un hombre con cuernos, barba, cola y patas de cabra.  También era un dios venerado por cazadores y que llevaba una jauría de sabuesos.  Al igual que las gentes rurales y sencillas de Pan se dice que tiene una vida simple, amando las risas, el baile y la música,  pero también podía ser solemne y conocía el arte de la profecía.

«Háblame, musa, del amado vástago de Hermes, el caprípedo, bicorne, amante del ruido, que va y viene por las arboradas praderas junto con las ninfas, habituadas a las danzas. Caminan ellas por las cumbres de la roca, camino de cabras, invocando a Pan, el dios pastoral de espléndida cabellera, desgreñado, bajo cuya tutela se hallan todas las nevosas colinas, así como las cimas de los montes y los senderos pedregosos».

En la religión y la mitología romana, Pan se identificaba con frecuencia con Fauno, un dios de la naturaleza que era el padre de Bona Dea, a veces identificada como Fauna; también estaba estrechamente relacionado con Silvano, debido a sus relaciones similares con los bosques, y con Inuus o Inuo, una deidad vagamente definida que a veces también se identificaba con Fauno.
A partir de la Edad Media la imagen tradicional de Pan estuvo asociada con el culto del macho cabrío y por ende los padres de la iglesia, para desacreditarlo, lo asociaron con el aspecto caprino y terrenal del diablo.  Más tarde, en los siglos XVIII y XIX, Pan se convirtió en una figura importante del Romanticismo en Europa occidental y también del movimiento neopagano del siglo XX.

## Características y atributos

### Atributos y epítetos
Los atributos ordinarios de Pan son una siringa (cf. flauta de pan), un cayado de pastor, una corona de pino o un ramo, también de pino, en la mano. Sus mitos son raros y las leyendas en las que aparece son generalmente producto de la imaginación de los poetas helenísticos que lo asocian con idilios rústicos (cf. la Arcadia poética, ‘tierra del buen pastor’).  Entre los epítetos asociados a Pan están Egócero (Αἰγόκερως, «de cuernos de cabra»), Literio (Λυτήριος, «liberador», porque salvó Trecén de una plaga hablando a través de los sueños)  y Menalio (Μαινάλιος, «del monte Ménalo», consagrado a él).

### Etimología
Ya en los Himnos homéricos su nombre tenía una intención etimológica: «solían llamarlo Pan porque a todos les alegró el ánimo»; un juego de palabras entre Πάν («Pan») y πᾶν («todo»).  La conexión entre Pan y Pushán, ambos asociados con las cabras, fue identificada por primera vez en 1924 por el erudito alemán Hermann Collitz.  La forma familiar del nombre Pan es una contracción del antiguo Πάων, derivado de la raíz *peh₂- (guardar, vigilar).  Según Edwin L. Brown, el nombre Pan probablemente sea un cognado de la palabra griega ὀπάων «compañero».  Las especulaciones posteriores cuentan que Pan es el «todo», esto es, el universo, un dios cuyo símbolo del universo, y el más antiguo de los dioses.  En el mito órfico Zeus devora a Fanes y el universo queda entonces dentro de él. Entonces a Zeus se le conoce como Pan («todo»). Platón, disertando acerca del nombre de los dioses, deriva el nombre de Pan a partir de «discurso», alegando que las palabras pueden ser verdaderas o falsas y que son todo lo que circula de boca a boca; las palabras construyen el mundo entero con sus definiciones. El filósofo también parece conectar a Pan con la tragedia y la cabra (tragôidia, ‘canto de cabra’).

### Siesta
Filóstrato nos describe una escena cómica en la que las ninfas se burlan y vengan de Pan a la hora de su siesta. Dicen las ninfas que Pan danza muy mal, que más bien brinca pegando saltos y retozando a la manera insolente de los machos cabríos; ellas querrían enseñarle una danza mucho más placentera que las habituales, aunque él no les hace ningún caso sino que, desplegando sus encantos, intenta lanzarse sobre su seno cuando ellas se acercan a él al mediodía, a la hora en que, se dice, Pan abandona la caza y se va a acostar. Antes dormía en paz, con la nariz relajada y amansando su cólera con el sueño, pero hoy está muy enfadado: las ninfas se le han echado encima, le han atado las manos a la espalda y teme por sus piernas ya que quieren agarrarlas. Además su barba, de la que está tan orgulloso, resulta trasquilada bajo el hierro de la navaja de afeitar, mientras le dicen que van a persuadir a Eco para que lo desprecie y ya no conteste más a su llamada.

### Pánico
Pan era un ser sencillo, en general tranquilo y perezoso pero se vengaba de quienes perturbaban su siesta lanzando un fuerte y súbito grito desde un bosque o una gruta, que les erizaba el cabello.  Pan, pues, ha dado la voz «pánico»: se dice que los miedos que no tienen ninguna causa vienen del dios Pan, como los terrores nocturnos o bien la confusión que se forma entre un ejército.  Pan puso en fuga a los titanes emitiendo un alarido que causó un terror súbito.  En este caso, Pan se aproxima a la noción de Demonium Meridianum (δαιμονίου μεσημβρινοῦ, demonio del mediodía).

### El Pan lascivo
Pan era también el dios de la fertilidad. Los poetas helenísticos eran especialmente pródigos contando sus hazañas eróticas; se dedicaba a perseguir por los bosques, en busca de sus favores, a ninfas, muchachas y muchachitos. Así unos dicen que «Pan es un dios galanteador e infiel: se enamoró de Pitis, se enamoró de Siringa, y jamás deja de perturbar a las dríades y de enredar a las ninfas epimélides». Luciano, narrando una charla entre Hermes y Pan hace que este último se jacte: «Te burlas de mí, yo me acuesto con Eco, Pitis y todas las ménades de Dioniso, y se me rifan». En muchos aspectos, el dios Pan tiene cierta similitud con Príapo. Diógenes, bromeando acerca del carácter lascivo de Pan, elabora un jocoso mito según el cual Pan aprendió la masturbación de su padre Hermes, y gratamente complacido decidió entonces enseñar el hábito a los pastores.

### Los panes
Los poetas helenísticos ya hablaban de la multiplicación de Pan, los panes: «En cuanto a los Panes, los que había engendrado Hermes, tras unirse en oculto amor con dos ninfas gemelas. Por un lado, en el lecho de Sose, la agreste adivina, engendró un hijo inspirado con facultades adivinatorias, Agreo, que se adiestraba con habilidad en la caza de bestias salvajes. Por otro lado estaba Nomio, amado por los rebaños, que se afanaba en hacer sonar la pastoril siringe, al cual engendró cuando se introdujo en el lecho de la montaraz Penélope».

## Orígenes y genealogía

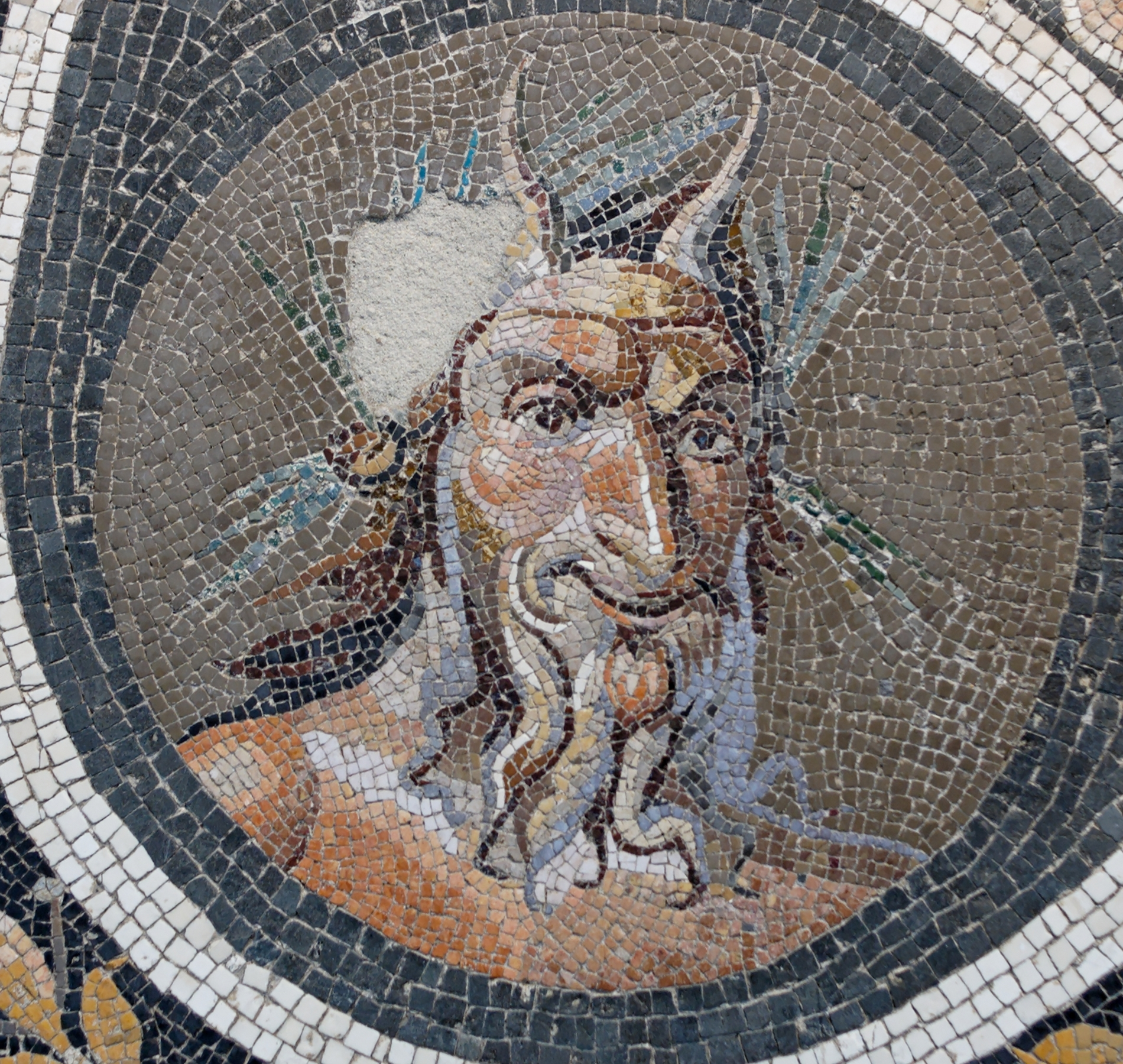
Mosaico romano con el rostro del dios Pan.

Las leyendas más antiguas son las que disertan acerca de su nacimiento. En su primera aparición en la literatura, de manos de Píndaro, Pan se asocia con una diosa madre. Píndaro se refiere a las doncellas que adoraban a Cibeles y Pan cerca de la casa del poeta en Beocia.  Algunos llaman a Pan como Sinois, y dicen que le viene de la ninfa Sinoe, y que ésta y otras ninfas, pero particularmente ella, fueron nodrizas de Pan.
Pan no posee una ascendencia unánime, pero en general se considera que Hermes había sido su padre. «Unos dicen que Pan es hijo de Penélope y Odiseo o Hermes otros que de Zeus y Calisto, otros de Éter y Eneide o Enéis, y algunos de Urano y Gea». El escoliasta a Teócrito se refiere a los padres de Pan como Hermes y Enéis o Timbris, que parecen ser ninfas.
En un escolio se diferencian dos Panes, el hijo de Zeus y el hijo de Crono. Que se lo imagine hijo de Éter o Crono habla de una naturaleza más antigua o primordial. Heródoto, no en vano, dice que Pan es el más antiguo de los dioses. En la poesía sobre catasterismos se dice que Zeus y Egipán — el «Pan cabruno»—  fueron criados por las mismas nodrizas y que incluso Pan, apoyando más adelante a Zeus, puso en fuga a los titanes emitiendo un alarido terrible. Boccaccio, fuera de la cultura clásica, imaginó a Demogorgón como padre de Pan.
La Biblioteca mitológica nos dice que «Apolo había aprendido de Pan, hijo de Zeus y de Hibris, el arte adivinatoria». Esta tal Hibris, de la que nada más se sabe, parece guardar relación con la dríade Erato. Pausanias nos dice que «Pan antiguamente profetizaba y que la profetisa era la ninfa Érato, la que se casó con Árcade, hijo de Calisto». Epiménides refiere, siguiendo los pasos del anterior, que es hijo de Zeus y Calisto y hermano gemelo de Árcade.
En el Himno homérico a Pan se dice que es hijo de Hermes y de una hija innominada de Dríope. Cuando Hermes pastoreaba los rebaños de Dríope, tuvo una relación amorosa con una de las hijas de este, de la que nació el dios Pan. Según esta versión, cuando nació, presentaba sus miembros inferiores en forma de macho cabrío y el resto del cuerpo con apariencia de hombre. En la cabeza tenía dos cuernos y su cara era arrugada, con una barbilla prominente, con todo el cuerpo cubierto por una espesa capa de pelo. Se dice que, apenas nacido, escapó a las montañas, donde Hermes tuvo que buscarlo para llevarlo al Olimpo envuelto en una piel de liebre. Una vez allí, lo llamaron Pan, puesto que era la diversión de todos.
Píndaro y Hecateo opinan que nació de Apolo y Penélope. Muchos autores alegaron que Pan había nacido de Hermes y Penélope, aparentemente la esposa de Odiseo. Heródoto asegura que esa es la versión que creen la mayoría de los griegos. Algunos autores romanos dicen que nació de Mercurio (Hermes) y Penélope. Pausanias añade que Penélope había sido infiel a su marido, y éste la había desterrado a Mantinea a su regreso. O bien Penélope se acostó con los ciento ocho pretendientes en ausencia de Odiseo, y como resultado dio a luz a Pan, nombre que significa hijo de todos.

## Amoríos, desamoríos y descendencia
- Dafnis: según algunas tradiciones, Pan enseñó a tocar la zampoña a Dafnis, el hijo de Hermes, y también se enamoró del muchacho.[50]
- Eco: una ninfa que cantaba y bailaba muy bien y despreciaba el amor de cualquier hombre. Esto enfureció a Pan, un dios lascivo, y ordenó a sus seguidores que la mataran. Eco fue despedazada y esparcida por toda la tierra. La diosa de la Tierra, Gea, recibió los pedazos de Eco, cuya voz permanece repitiendo las últimas palabras de otros. En algunas versiones, Eco y Pan tuvieron dos hijos: Yambe e Iinge. En otras versiones, Pan se había enamorado de Eco, pero ella despreció el amor de cualquier hombre y se dejó embelesar por Narciso. Como Eco había sido maldecida por Hera y sólo era capaz de repetir palabras dichas por otra persona, no podía hablar por sí misma. Siguió a Narciso hasta un estanque, donde él se enamoró de su propio reflejo y se transformó en una flor de narciso. Eco se extinguió, pero su voz aún podía oírse en cuevas y otros lugares similares. Otros dicen que Afrodita maldijo a Pan con el amor imposible de Eco por haber juzgado a Aquiles, hijo de Zeus y Lamia, más hermoso que la propia Afodita.[51]
- Ega: según una fuente Ega era la esposa de Pan pero Zeus tuvo unión con ella y he aquí que nació Egipán.[52]
- Eufeme: se dice que Croto, hijo de Pan y Eufeme, y hermano de leche de las musas, fue convertido en la constelación de Sagitario.[53]
- Isménide o Ismenis: descrita solo en la Tebaida, se dice que «el joven hijo de Fauno (Pan) y la ninfa Isménide, Creneo, que vio por primera vez la luz en el arroyo — el Ismeno—  fue acunado en las verdes orillas de su río natal».[54]
- Pitis: que también era pretendida por Bóreas. Este último, arrastrado por los celos, arrojó a Pitis desde lo alto de una roca. Sintiendo pena, la diosa Gea la transformó en pino, siendo Pan, desde entonces, coronado con las hojas del pino. También existe la creencia de que el pino gime cuando sopla Bóreas.[55]
- Selene: según poetas tardíos, también tuvo una unión amorosa con Pan. Éste, ofreciéndose envuelto en un vellón de lana blanca, sedujo a Selene llamándola desde las profundidades del bosque.[56] Desde entonces, ambos fueron venerados en una caverna del monte Liceo.
- Simetis o Simétide: Ovidio narra que «Acis había sido de Fauno (Pan) y de la ninfa Simétide engendrado, gran placer ciertamente del padre suyo y madre».[57]
- Siringa: de quien Pan estaba intensamente enamorado, a pesar de que no le correspondía. Se dice que una vez, mientras huía de Pan, se lanzó al río Ladón. Quedó acorralada y pidió ayuda a sus hermanas las ninfas quienes, conmovidas, la convirtieron en un cañaveral. Se cuenta que, cuando Pan llegó, sólo pudo abrazar las cañas que se mecían por el viento y el rumor que producían le causó tal agrado que decidió construir un nuevo instrumento musical con ellas. Así, creó la flauta siringa, en recuerdo de la ninfa de igual nombre.[58]

Hijos de Pan y de consorte desconocida
- Eurimedonte era un soldado que participó en la expedición de los siete contra Tebas: «Eurimedonte persigue, con armadura rústica y tosca y armas rústicas en la mano; también tiene la habilidad natural para despertar terrores de pánico, pues su padre era Pan».[59]
- «Los Panes, a su forma humana, añadían un rostro de cabra de espesa pelambrera. Y con esta extraña apariencia, los doce Panes de bien astada cabeza, llegaban moviendo su cornamenta. Todos ellos nacieron de un único padre, de Pan, el que vaga por los montes». Estos Panes son multiplicaciones poéticas de Pan — sátiros menores—  , cuya onomástica tiene una nomina significantia. Los panes son: Celaines, Argeno, Egícoro, Eugenio, Dafoineo, Omestes, Fobo, Filamno, Janto, Glauco, Argo y Forbas.[32]
- Afranio le hace decir a Príapo que «... Pues todo el mundo va diciendo que nací de padre orejudo y no es así». Probablemente se refiera a Pan o a uno de los sátiros.[60]

## Culto
El culto a Pan comenzó en Arcadia, que siempre fue la sede principal de su culto. Arcadia era una región montañosa, culturalmente separada del resto de Grecia. Los cazadores arcadios solían azotar la estatua del dios si no tenían éxito en la caza.  En los cultos mistéricos de época helenística, altamente sincréticos, Pan se comenzó a identificar con Fanes o Protogono, Zeus, Dioniso y Eros.
Según cuenta Heródoto, unos días antes de la batalla de Maratón, un mensajero ateniense que volvía de pedir ayuda a Esparta encontró al dios y este le prometió que vencerían a los persas. Por ello, tras ganar efectivamente la batalla a causa de un súbito pánico en las filas enemigas, fue incluido entre los grandes dioses reconocidos por el estado. En la propia ciudad de Atenas se le consagró una de las grutas de la vertiente norte de la Acrópolis y se decretó en su honor una fiesta anual donde se realizaban carreras de antorchas.
También estaban consagrados a Pan los montes Ménalo, Lampea y Nomia, todos ellos en Arcadia. Por otra parte, en Licosura existía un santuario oracular de Pan.  Los ritos de fertilidad originales fueron asumidos a partir del siglo V por las bacantes, que duraron hasta bien entrada la Edad Media. Desde entonces, y hasta nuestros días, la imagen tradicional de Pan se asocia con la imagen del diablo y los aquelarres.

## Muerte de Pan
Así narra Plutarco en De defectu oraculorum (Sobre la desaparición de los oráculos):
«Tamo era un piloto egipcio, desconocido incluso para muchos a bordo. Le llamaron dos veces y no respondió, pero a la tercera contestó; y el que llamaba, alzando la voz, dijo: «Cuando llegues frente a Palodes, anuncia que el gran Pan ha muerto». Al oír esto, todos, dijo Epiterses, quedaron estupefactos y razonaron entre sí si era mejor cumplir la orden o negarse a entrometerse y dejar pasar el asunto. Dadas las circunstancias, Tamo decidió que, si soplaba una brisa, pasaría navegando y guardaría silencio, pero que, si no había viento y el mar estaba en calma, anunciaría lo que había oído. Así que, cuando llegó frente a Palodes, y no había ni viento ni olas, Tamo, desde la popa, mirando hacia tierra, dijo las palabras tal como las había oído: «El gran Pan ha muerto». Incluso antes de que hubiera terminado se oyó un gran grito de lamento, no de una persona, sino de muchas, mezclado con exclamaciones de asombro. Como había muchas personas en el barco, la historia pronto se difundió por Roma, y Tamo fue llamado por Tiberio César. Tiberio se convenció tanto de la veracidad de la historia que ordenó que se hicieran averiguaciones e investigaciones sobre Pan; y los eruditos, que eran numerosos en su corte, conjeturaron que era el hijo nacido de Hermes y Penélope».